# Mohamed Sektaoui
 (février 2025).
Si vous disposez d'ouvrages ou d'articles de référence ou si vous connaissez des sites web de qualité traitant du thème abordé ici, merci de compléter l'article en donnant les références utiles à sa vérifiabilité et en les liant à la section « Notes et références ».
 (février 2025).
Mohamed Sektaoui (محمد السكتاوي), également connu sous le nom de Mohamed Khalad, est un poète, écrivain et militant des droits de l’homme marocain. Né le 7 mars 1952 à Ksar El Kebir (Maroc) et mort le 4 janvier 2025 à Rabat, il est une figure importante du mouvement progressiste au Maroc. Son parcours est marqué par son engagement en faveur des droits humains, de la démocratie et de la justice sociale. Il a consacré sa vie à la promotion des droits humains, notamment en tant que secrétaire général d'Amnesty International Maroc.
Son décès a suscité de nombreuses réactions au sein des milieux intellectuels et militants, rendant hommage à son engagement inébranlable en faveur des droits fondamentaux. Plusieurs organisations, dont Amnesty International, ont salué son apport exceptionnel à la défense des libertés et des droits humains.

## Parcours académique et professionnel
Mohamed Sektaoui a commencé sa carrière dans l’enseignement dans les années 1969 choisissant de devenir professeur dans un contexte de répression politique intense. Il a travaillé principalement dans la capitale, Rabat, où il a également été activement impliqué dans le militantisme politique et syndical. Il a été membre actif du Union nationale des forces populaires, puis du Parti socialiste unifié, avant de rejoindre la Confédération démocratique du travail (CDT).
Il a ensuite œuvré dans diverses organisations syndicales et politiques pour promouvoir les droits des travailleurs et des étudiants, et s’est opposé à l’autoritarisme et aux abus du pouvoir.
En 1994, il a été l’un des fondateurs de la branche marocaine d’Amnesty International, où il a défendu les droits des individus face aux violations et aux injustices.

## Engagement pour les droits de l’homme
Au cours de sa vie, Sektaoui a été persécuté pour ses activités politiques, notamment lors de son arrestation en 1974 et de son emprisonnement à Wadi Zem, puis à Laalou en raison de son opposition aux régimes en place. Ces périodes de répression ont été marquées par des tortures physiques et psychologiques, mais elles n’ont pas freiné son engagement. Son travail de défense des droits humains s’est intensifié après son expérience personnelle de la répression.
Il a continué à écrire pour diverses publications et à participer à des forums en ligne, en consacrant ses efforts à sensibiliser le public aux enjeux des droits civils, de la justice sociale, et des libertés fondamentales.

## Travail au sein de la société civile
Sektaoui a été un membre actif du tissu associatif marocain. En 1993, il a été élu Secrétaire général du Solidarité universitaire marocaine (التضامن الجامعي المغربي), une organisation qui défend les droits des enseignants et du personnel éducatif. Il a également été impliqué dans de nombreuses initiatives visant à promouvoir la liberté d’expression et à lutter contre l’injustice sociale.

## Poésie et littérature
En plus de son activisme Mohamed Sektaoui est également un poète et écrivain engagé. Ses œuvres abordent des thèmes tels que la liberté, la justice sociale, la répression, et les droits des femmes. Il est l’auteur de plusieurs recueils de poésie, dont Les Quarante Terrasses ,Les Évangiles de l’Andalousie : "أناجيل الأندلس " et  “Interstices du Silence" خَلَاءَات. Ses écrits sont reconnus pour leur profondeur intellectuelle et leur engagement humaniste.

## Vie personnelle
Mohamed Sektaoui est marié à Latifa Aouzan, avocate et figure respectée du milieu social et associatif. Sa famille a joué un rôle clé dans son soutien durant les périodes difficiles, notamment pendant ses incarcérations et ses luttes politiques

## Héritage et impact
Mohamed Sektaoui est reconnu comme un leader du mouvement des droits humains au Maroc. Son parcours de vie est celui d’un militant fidèle à ses principes, qui a su allier son combat politique et social avec une réflexion intellectuelle constante. Sa contribution à la société marocaine en tant que défenseur des droits de l’homme et sa vision progressiste de la culture et de l’éducation ont laissé une marque indélébile sur les générations suivantes.